# 提睾肌
提睾肌是覆盖睾丸和精索的肌肉，位于精索内外筋膜之间，参与提睾反射。

## 结构
在人类男性中，提睾肌是在腹股沟管中发现的一层薄的骨骼肌，以及在精子筋膜的外层和内层之间的阴囊，围绕睾丸和精索。提睾肌是成对的结构，身体的每一侧都有一个。在女性中，提睾肌对应的结构位于子宫圆韧带上。
在解剖学上，侧面提睾肌起源于腹內斜肌，刚好优于腹股沟管和腹股沟韧带的中部。内侧提睾肌有时不存在，起源于耻骨结节，有时还有侧耻骨嵴。两者均插入睾丸的鞘膜。

## 血液供应
提睾肌由腹壁下动脉的分支供应。

## 神经供应
提睾肌是从生殖股神经的生殖支支配的。与内斜肌相比，它接受明显不同的神经支配和血管供应。

## 发育
提睾肌只在男性中发育到最大程度；在女性中，它仅出现少数环状肌肉。在女性人类中，提睾肌较小并且在圆韧带上发现。